# اخراجی‌ها ۲
اخراجی‌ها ۲ یک فیلم کمدی و جنگی ایرانی به کارگردانی و نویسندگی مسعود ده‌نمکی و تهیه کنندگی حبیب‌الله کاسه‌ساز است که ساخت آن در پاییز ۱۳۸۷ آغاز شد و در نوروز ۱۳۸۸ به‌روی پردهٔ سینماها رفت. این فیلم در اکران خود با فروش ۷ میلیارد و ۸۸۴ میلیون تومان، پرفروش‌ترین فیلم سینمای ایران در آن مقطع شد.

## داستان
این داستان ادامه داستان اخراجی‌ها یک است. در اوایل فیلم عراقی‌ها اقدام به کشتن مجروحین می‌کنند و اخراجی‌های اسیر شده را به یک اردوگاه به سرپرستی رسول می‌برند. از طرف دیگر، خانواده آن‌ها که قصد مسافرت به مشهد را داشتند، توسط سازمان مجاهدین خلق ایران با ربودن هواپیما و نشاندن آن در عراق ایشان را ترغیب به اعطای درخواست پناهندگی به صدام حسین می‌کنند. مسافران که خانواده‌های اخراجی‌ها هم جزو آن‌ها بودند، برگه درخواست پناهندگی را پاره کرده و سرود ای ایران را می‌خوانند.

## بازیگران
| بازیگر            | نقش                                |
| ----------------- | ---------------------------------- |
| امین حیایی        | بیژن قالپاق/بزغاله                 |
| منوچهر آذر        | میرزا                              |
| اکبر عبدی         | بایرام لودر/باقالی                 |
| حسام نواب صفوی    | رسول                               |
| سید جواد هاشمی    | سید مرتضی                          |
| ابوالفضل همراه    | عباس                               |
| لیلا بلوکات       | خبرنگار مجاهدین خلق                |
| نگار فروزنده      | مرضیه                              |
| سیروس کهوری‌نژاد   | حاج‌کریم/کریم سوسکه                 |
| ارژنگ امیرفضلی    | امیر دودو                          |
| سپند امیرسلیمانی  | دکی                                |
| محمدرضا شریفی‌نیا  | حاج صالح/حاجی گیرینوف              |
| مینا جعفرزاده     | مادر مجید                          |
| فخرالدین صدیق‌شریف | حاجی                               |
| شهره لرستانی      | همسر حاج صالح                      |
| مهراوه شریفی‌نیا   | هواپیما ربا                        |
| سید جواد رضویان   | غلام/ببی                           |
| امیریل ارجمند     | هواپیما ربا/عضو سازمان مجاهدین خلق |
| نیوشا ضیغمی       | نامزد مجید                         |
| قاسم زارع         | کمالی                              |
| شیلا خداداد       | مهماندار هواپیما                   |
| بیوک میرزایی      | افسر اردوگاه                       |
| احمد ایراندوست    | رئیس اردوگاه                       |
| میرطاهر مظلومی    | اسی کلنگ                           |
| رامین پرچمی       | رزمنده مسیحی                       |
| جلال پیشواییان    | فرمانده ارشد بعثی                  |
| مهران رجبی        | دکتر علی                           |
| شاهرخ نورمحمدی    | خلبان                              |
| مجید شهریاری      | اسیر اردوگاه                       |
| نرگس محمدی        | مسافر هواپیما                      |
| شهربانو موسوی     | مسافر هواپیما                      |